# Шульц, Густав Константинович фон
Густав Константинович фон Шульц (также фон-Шульц 11 октября 1871, Москва — 9 сентября 1946, Зальфельд) — российский и финский морской офицер, мемуарист.

## Биография
Учился в морском кадетском корпусе.
Чин мичмана получил в 1890 году. Участвовал в длительных океанских походах в 1891—1893 гг. на крейсере «Дмитрий Донской» и в 1896—1898 годах на броненосце «Сисой великий».
В 1900—1903 годах учился в Александровской военно-юридической академии. Проходил службу в военно-морском судебном управлении.
В 1906—1907 годах — старший офицер на канонерских лодках «Гиляк» и «Бобр». Командир миноносца «Поражающий» (1908—1909).
С 1913 г. — командир крейсера «Адмирал Макаров».
Редактор статей, касающихся флота в Военной энциклопедии Сытина.
Участник Первой мировой войны. В 1915 году назначен наблюдателем от русского флота на Гранд-Флите.
В 1923—1926 годах командовал флотом Финляндии.
В 1926 году был вынужден уйти в отставку из-за недостаточного знания финского языка.
Во время гражданской войны в Испании входил в международную комиссию по невмешательству.

## Сочинения
- Босфор и Дарданеллы : Ист.-полит. очерк : (1699—1913) Санкт-Петербург : тип. Мор. м-ва, 1913.
- С английским флотом в мировую войну (воспоминания представителя русского флота при Гранд-Флите). — СПб.: «Корабли и сражения», 2000. — 87 с.